# 附廻堀
附廻堀（つけまわしぼり）は、池沼や沼沢地にて新田開発などの干拓事業を行う際に用いられた水路である。
附廻堀は主として江戸時代、自然池沼などにおいて新田開発をする際に河川を池沼から迂回させるために整備された。これは開発以前の池沼の多くは周辺から河川や水路が流入し、下流側に堰などを設け、池沼そのものを溜井として利用していたことに由来する。このような池沼に外部からの水が流入するのを防ぐために池沼周りに堀を廻らせ、過剰に水が流入しないように整備した。こうして「池沼の周りに附（付）け廻らした堀」ということから「附廻堀」と呼ばれるようになった。

## 主な附廻堀
- 附廻堀悪水路（小林沼北縁、埼玉県久喜市）
- 備前堀川（河原井沼北縁、埼玉県久喜市）
- 備前前堀川（河原井沼北縁、埼玉県久喜市）
- 庄兵衛堀川[2]（河原井沼南縁、埼玉県久喜市）
- 安戸落悪水路（大島新田（安戸沼・倉松沼）北縁、埼玉県幸手市・北葛飾郡杉戸町）
- 倉松川（大島新田（安戸沼・倉松沼）南縁、埼玉県幸手市・北葛飾郡杉戸町）
- 姫宮落川（笠原沼北縁、埼玉県南埼玉郡宮代町）
- 長野落（埼玉沼北縁、埼玉県行田市・鴻巣市）